# Xã Wells, Quận Jefferson, Ohio
Xã Wells (tiếng Anh: Wells Township) là một xã thuộc quận Jefferson, tiểu bang Ohio, Hoa Kỳ. Năm 2010, dân số của xã này là 2.835 người.